# Nicolas Gilsoul

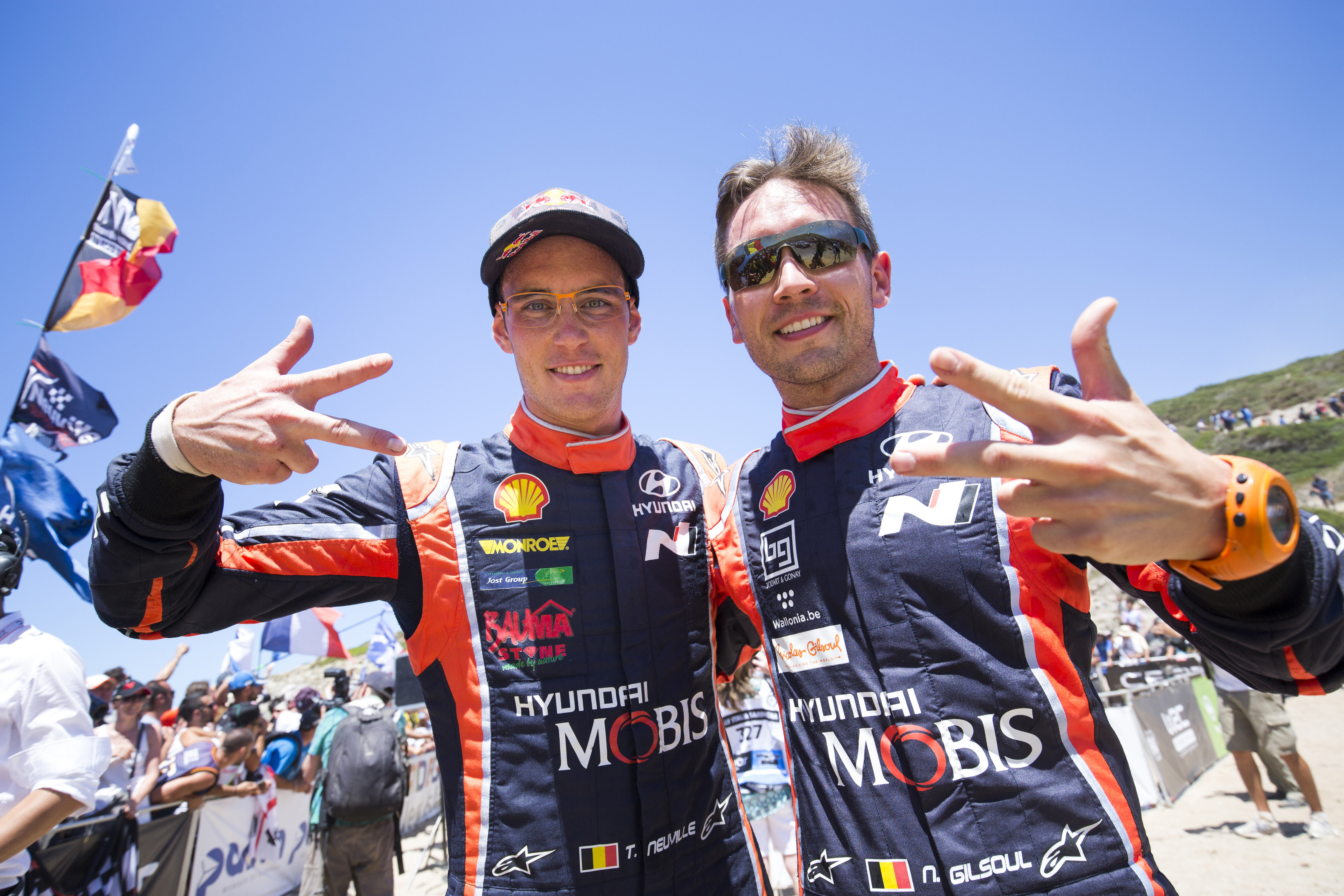
Gilsoul till höger, tillsammans med Neuville efter en tredje plats i Sardinien, juni 2017.

Nicolas Gilsoul, född 5 februari 1982 i Chênée, är en belgisk professionell kartläsare. 
Han tävlade tidigare tillsammans med Thierry Neuville i en Hyundai i20 Coupe WRC för Hyundai Shell World Rally Team.
Gilsoul debuterade som kartläsare i lokala tävlingar 2000, och gjorde sin första WRC-tävling 2007. 
2011 anslöt han till Thierry Neuville i IRC (Intercontinental Rally Challenge) i en Peugeot 207, och sedan 2012 har de tävlat tillsammans i WRC. 
Han tog sin första seger med Neuville i ADAC Rally Deutschland 2014.

## Vinster i WRC[4]
| Säsong | Tävling                                                                                      | Förare           | Bil             |
| ------ | -------------------------------------------------------------------------------------------- | ---------------- | --------------- |
| 2014   | 32. ADAC Rallye Deutschland                                                                  | Thierry Neuville | Hyundai i20 WRC |
| 2016   | 13º Rally d'Italia Sardegna                                                                  | Thierry Neuville | Hyundai i20 WRC |
| 2017   | 60ème Tour de Corse 37° Rally Argentina 74th Rally Poland 26th Kennards Hire Rally Australia | Thierry Neuville | Hyundai i20 WRC |
| 2018   | Rally Sweden Rally de Portugal 15º Rally d'Italia Sardegna                                   | Thierry Neuville | Hyundai i20 WRC |
| 2019   | 62ème Tour de Corse 39° Rally Argentina Rally de Catalunya                                   | Thierry Neuville | Hyundai i20 WRC |
| 2020   | Rallye Monte-Carlo                                                                           | Thierry Neuville | Hyundai i20 WRC |